# Novo Centro (Santa Luzia)

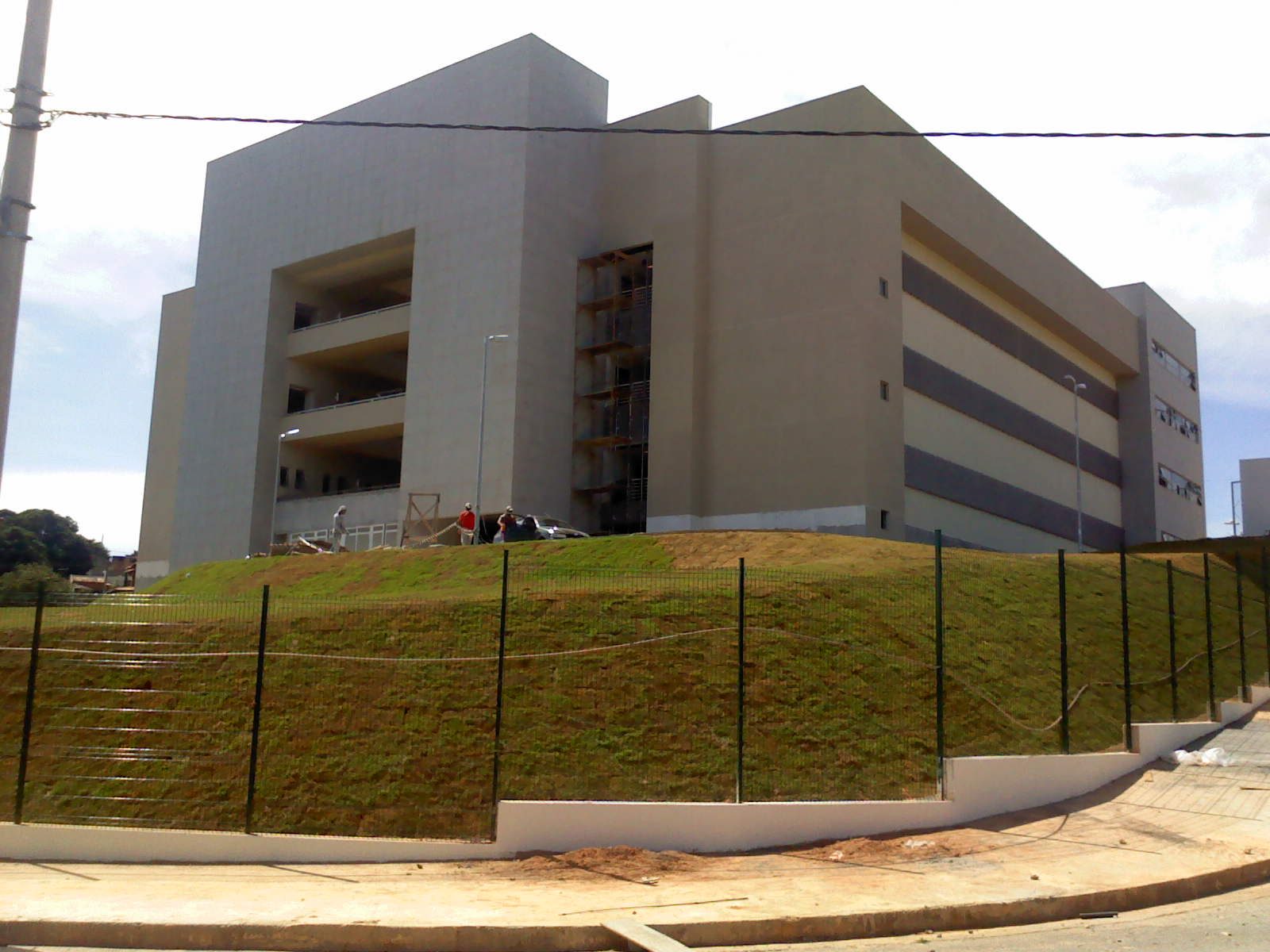
Novo prédio do Fórum Desembargador Pedro Viana, em 21 de julho de 2012.

Novo Centro é um bairro da cidade de Santa Luzia, em Minas Gerais. 
Apesar de existir um bairro com o nome Centro em Santa Luzia, esse não possui características de centro econômico, devido ao fato de a cidade ser polinucleada. 

## História
No início da década de 2000, a COHAB-MG e a Prefeitura Municipal começaram as obras para instalar o bairro Novo Centro. Foi realizada toda infraestrutura necessária para um grande bairro comercial e residencial, mas o empreendimento foi acusado de várias agressões a meio ambiente, sendo embargado por alguns anos. O bairro foi liberado em 2013, com pagamento de multa, mas demorou até que houvesse alguma ocupação, regular ou irregular.
O novo Fórum da Comarca de Santa Luzia foi o primeiro equipamento instalado no bairro, sucedido pela sede das Promotorias do Ministério Público do Estado de Minas Gerais, além do hotel da rede americana Super 8.
A partir de 2015 houve o crescimento do comércio  das residências. Era esperado que a própria Prefeitura, além da Câmara Municipal, entre outras autarquias fossem se instalar no bairro, mas nenhuma delas confirmou sua transferência.